# Eacles
Eacles is een geslacht van vlinders van de familie nachtpauwogen (Saturniidae), uit de onderfamilie Ceratocampinae.

## Soorten
- E. acuta Schaus, 1905
- E. adoxa Jordan, 1910
- E. anchicayensis Lemaire, 1971
- E. barnesi Schaus, 1905
- E. bertrandi Lemaire, 1981
- E. cacicus Boisduval, 1868
- E. callopteris Rothschild, 1907
- E. camposportoi Mendes, 1937
- E. canaima Feige, 1971
- E. decoris Rothschild, 1907
- E. ducalis Walker, 1855
- E. fairchildi May & Oiticica, 1941
- E. fulvaster Rothschild, 1907
- E. guianensis Schaus, 1905
- E. guinlei Oiticica, 1941
- E. imperialis Drury, 1773
- E. johnsoniella Oiticica & Michener, 1950
- E. lauroi Oiticica, 1938
- E. lemairei Rego Barros & Tangerini, 1973
- E. magnifica Walker, 1855
- E. majestalis Draudt, 1930
- E. manuelita Oiticica, 1941
- E. masoni Schaus, 1896
- E. mayi Schaus, 1920
- E. nobilis Neumoegen, 1891
- E. opaca Burmeister, 1878
- E. ormondei Schaus, 1889
- E. oslari Rothschild, 1907
- E. penelope (Cramer, 1775)
- E. peruvianus Bouvier, 1927
- E. pini Michener, 1950
- E. quintanensis Lemaire, 1971
- E. suffusa Walker, 1869
- E. tricolor Walker, 1869
- E. tucumana Rothschild, 1907
- E. typica Bouvier, 1927
- E. tyrannus Draudt, 1930
- E. violacea Lemaire, 1975